# Cynops
Genre
Cynops est un genre d'urodèles de la famille des Salamandridae.

## Répartition
Deux espèces de ce genre sont endémiques du Japon, les huit autres de Chine.

## Liste des espèces
Selon Amphibian Species of the World (09 mai 2018) :
- espèces de Chine (un temps classées dans le genre Hypselotriton[3]) :
  - Cynops chenggongensis (Kou & Xing, 1983) ;
  - Cynops cyanurus (Liu, Hu, & Yang, 1962) ;
  - Cynops fudingensis (Wu, Wang, Jiang, & Hanken, 2010) ;
  - Cynops glaucus (Yuan, Jiang, Ding, Zhang, & Che, 2013) ;
  - Cynops orientalis (David, 1873) ;
  - Cynops orphicus (Risch, 1983) ;
  - Cynops wolterstorffi (Boulenger, 1905) ;
  - Cynops yunnanensis (Yang, 1983) ;
- espèces du Japon :
  - Cynops ensicauda (Hallowell, 1861) ;
  - Cynops pyrrhogaster (Boie, 1826).

## Publication originale
- Tschudi, 1838 : Classification der Batrachier, mit Berucksichtigung der fossilen Thiere dieser Abtheilung der Reptilien, p. 1-99 (texte intégral).